# Acraea tirika
Acraea tirika är en fjärilsart som beskrevs av Eltringham 1912. Acraea tirika ingår i släktet Acraea och familjen praktfjärilar. Inga underarter finns listade i Catalogue of Life.